# Dino Meneghin
Dino Meneghin, född 18 januari 1950 i Alano di Piave, Italien, är en italiensk basketspelare som tog tog OS-silver 1980 i Moskva. Detta var Italiens första basketmedalj i OS, och det kom att dröja till baskettävlingarna vid OS 2004 i Aten innan nästa medalj - ett silver - togs. Han hade en viktig roll i laget som lagkapten då silvret erhölls.

## Klubbhistorik
- Pallacanestro Varese (1966-1980)
- Olimpia Milano (1980-1990)
- Pallacanestro Trieste (1990-1993)
- Olimpia Milano (1993-1994)